# 三石精一
三石 精一（みついし せいいち、1932年3月28日 - ）は、日本の指揮者。

## 経歴
東京出身。幼少よりピアノを学び、ピアニストをめざすが、手の故障で断念。下総皖一のもと作曲を学ぶ。但しコンサート・ピアニスト以外の伴奏などの活動は続けている。
1950年の東京藝術大学受験前に、金子登に指揮者の道を勧められ、同校指揮科の一期生として入学。ピアノを水谷達夫、作曲を下総皖一、指揮を金子登、クルト・ヴェス、渡邉暁雄などに師事。
1955年卒業後、同大学院指揮科専攻科に進学。翌年修了し、芸大指揮科と同大学附属高校にて教鞭をとる。当初は主にピアニストとして、ヴァイオリンの諏訪根自子、声楽の藤原義江、大谷冽子、砂原美智子、アリゴ・ポーラ、ゲルハルト・ヒュッシュ、木琴の平岡養一らの伴奏者として活動する。
- 1956年 長門美保歌劇団公演 メノッティ作曲「泥棒とオールドミス」、「電話」にて指揮デビュー
- ABC交響楽団にてコンサート活動
- 藤原歌劇団、谷桃子バレエ団、東京シティーバレエ団にて指揮
- 1959年 藤原歌劇団 ブリテン作曲「小さな煙突掃除」、ラヴェル作曲「スペインの時」を日本初演
- 1965年 東京音楽大学にオーケストラの指導のため迎えられる
- 1969年 読売日本交響楽団を指揮、第1回リサイタル開催
- 1973年 渡欧、ヨーロッパ各地で研鑽
- 1976年 東京音楽大学教授に就任( - 2002年)
- 1981年 ヨーロッパ公演
- 1997年 東京ユニバーサル・フィルハーモニー管弦楽団の音楽監督・常任指揮者に就任
- 2004年 社団法人青少年音楽協会会長に就任
- 東京藝術大学指揮科、東京藝術大学附属高校、愛知県立芸術大学、国立音楽大学大学院などで教育活動

など。

## アマチュア・オーケストラとのかかわり
多くのアマチュア・オーケストラを指導しており、東京大学音楽部管弦楽団からは桂冠指揮者の称号を贈られている。